# Karl Heinz Neumayer
Karl Heinz Neumayer (* 10. Dezember 1920 in Freiburg im Breisgau; † 24. Januar 2009 in Lausanne) war ein deutscher Rechtswissenschaftler und Hochschullehrer.

## Familie
Neumayer wurde als Sohn des nordbadischen Landrates Karl Neumayer in Freiburg im Breisgau geboren, dessen Vater und Vorfahren die Apotheke in Eberbach führten. Seine Mutter Elsi geb. Matter stammte aus dem schweizerischen Aargau.

## Leben

### Frühe Jahre und Studium
Bis zum Abitur an einem humanistischen Gymnasium 1939 lebte Neumayer in Mannheim. Anschließend studierte er in den Jahren 1939 bis 1941 Rechtswissenschaften an der Ruprecht-Karls-Universität Heidelberg und der Karls-Universität Prag und schloss sein Studium 1941 mit dem ersten juristischen Staatsexamen in Leitmeritz in Böhmen und der Note „gut“ ab. 1941 wurde er zum Militärdienst eingezogen, aus welchem er 1945 ausschied.
Sodann durchlief Neymayer von 1945 bis 1949 das juristische Referendariat im nordbadischen Staatsdienst. Währenddessen verfasste er seine Dissertationsarbeit, welche den Titel Die Interessen des Kindes im Ehescheidungsprozess der Eltern – Eine Untersuchung auf rechtsvergleichender und soziologischer Grundlage trug und wurde 1947 an der Universität Heidelberg zum Dr. iuris promoviert. 1949 absolvierte er das zweite juristische Staatsexamen, wiederum mit der Note „gut“, als bester der Kandidaten seines Jahrgangs. 1951 erfolgte die Zulassung zur Advokatur.

### KWI und Gesellschaft für Rechtsvergleichung
Nach seinem Studium arbeitete Neumayer von 1949 bis 1957 zunächst als wissenschaftlicher Referent am vormaligen Kaiser-Wilhelm-Institut (KWI) für ausländisches und Internationales Privatrecht in Tübingen, später in Hamburg, mit Zuständigkeit für italienisches, spanisches, portugiesisches und ibero-amerikanisches Recht.
Im Jahre 1950 war Neumayer Gründungsmitglied der Gesellschaft für Rechtsvergleichung e. V. in Freiburg im Breisgau, bekleidete dort seit 1953 das Amt des geschäftsführenden Sekretärs und von 1956 bis 1963 das Amt des Generalsekretärs der Gesellschaft. Bis 1985 war er zudem Mitglied des Vorstandes.

### Laufbahn als Professor
1957 folgte er einem Ruf an die Universität Lausanne, wo er zunächst außerordentlicher und ab 1963 ordentlicher Professor für deutsches Zivil- und Handelsrecht am Lehrstuhl für deutsches Recht gewesen ist. Von 1962 bis 1965 war er zugleich Dekan der juristischen Fakultät und Direktor des Institut de droit comparé in Lausanne. Außerdem lehrte er zur gleichen Zeit an der Universität Luxemburg und war dort ebenfalls Dekan der juristischen Fakultät. Zudem war er von 1965 bis 1974 Gastprofessor an der Universität Freiburg i. Üe. in der Schweiz.
1966 wurde er als Ordinarius an die Julius-Maximilians-Universität Würzburg berufen und war dort Professor für Rechtsvergleichung, internationales Privatrecht, ausländisches Zivil- und Handelsrecht, deutsches bürgerliches Recht und Handelsrecht. Von 1966 bis 1989 war er zudem alleiniger Vorstand des Instituts für Rechtsvergleichung sowie ausländisches Zivil- und Handelsrechts und Dekan der juristischen Fakultät in Würzburg. Seine Lehrtätigkeit in Lausanne setzte Neumayer auch nach seiner Ernennung zum ordentlichen Professor in Würzburg nebenberuflich für die deutschen Rechtsstudierenden als professeur associé fort.
Neumayers Publikationen zeigen die Spannweite seiner Interessen- und Forschungsgebiete auf. Neumayer verfasste zahlreiche wissenschaftliche Arbeiten und Aufsätze zum internationalen Zivil-, Handels- und Familienrecht, sowie zur Rechtsvergleichung des deutschen, ausländischen und staatsvertraglichen materiellen Handelsrechts, zum Staatsrecht und zur Rechtsgeschichte.
Während seiner Amtszeit an der Universität Würzburg wurde er in eine größere Anzahl von Universitätskommissionen gewählt, u. a. versah er über zehn Jahre lang den Vorsitz im Ausschuss für die Partnerschaftsbeziehungen zur Universität Padua in Italien und hat sich durch seinen wiederholten persönlichen Einsatz zur Verfestigung der engen freundschaftlichen Beziehungen zur Juristischen Fakultät der Universität Caen in Frankreich verdient gemacht.
Zudem war Neumayer Gastprofessor an mehreren ausländischen Universitäten und hielt zahlreiche Vorträge an mehreren Universitäten Europas, Amerikas und Afrikas.

### Baden-Kommission
In den 50er Jahren entwickelte Neumayer eine staats- und verfassungsrechtliche Argumentation, die das Urteil des Bundesverfassungsgerichts vom 30. Mai 1956 über den Anspruch der Bevölkerung Badens auf ein Volksbegehren auf Wiederherstellung des alten Landes Baden nach Art. 29 Abs. 2 GG a.F. bekräftigte. Diese ist im gleichen Jahr unter dem Titel: «Die Neugliederung des Bundesgebietes und das Land Baden» erschienen.
Nachdem das Volksbegehren erfolgreich durchgeführt worden war, berief ihn 1959 der Bundesminister des Innern Gerhard Schröder in die sogenannte „Baden-Kommission“, welche ein verfassungsrechtliches Gutachten zu der Frage ausarbeitete, wie der verfassungsrechtlichen Lage, wie sie im Gebietsteil Baden nach dem Urteil des Bundesverfassungsgerichts vom 30. Mai 1956 und nach dem Volksbegehren von 1956 entstanden ist, Rechnung getragen werden könnte.
Die Kommission, der auch Herbert Krüger, Hamburg, und Hans Schneider, Heidelberg, angehörten, kam in ihrem im Dezember 1960 vorgelegten Gutachten zu dem Ergebnis, dass die Bundesregierung verpflichtet sei, einen Gesamtplan für die Neugliederung des Bundesgebietes in Form eines Gesetzentwurfs dem Bundestag und dem Bundesrat vorzulegen. Darüber hinaus hatte sie den Verbleib des badischen Gebietsteils im Bundesland Baden-Württemberg empfohlen.

### Späte Jahre in Lausanne
Nach seiner Emeritierung im Jahr 1991 lebte er in Lausanne, wo er am 24. Januar 2009 im Alter von 88 Jahren gestorben ist. Sein Grab befindet sich auf dem Friedhof Bois-de-Vaux nahe der Universität Lausanne.

## Ehrungen
- Ehrendoktor der Universität Caen (1960)
- Orden der Eichenkrone, Komtur, durch Charlotte (Luxemburg) (1961)
- Orden Georgs I., Offizier, durch Paul (Griechenland) (1963)
- Doyen honoraire der Universität Luxemburg (1967)
- Ehrenmitglied der Société d’Étudiants Germania Lausanne (1977)
- Ordre des Palmes Académiques, Offizier (1983), durch François Mitterrand
- Bundesverdienstkreuz 1. Klasse (12. Dezember 1985)[4]
- Verdienstorden der Italienischen Republik (1993)

## Publikationen
- Neumayer, Karl H. (Hrsg.): International encyclopedia of comparative law / Vol. 5. Succession / Ch. 8/9. Liability for obligations of the inheritance, Tübingen 2002
- Les contrats d'adhesion dans les pays industrialisés. Librairie Droz, Genf 1999
- Karl Heinz Neumayer: 100 Jahre deutscher Rechtsunterricht an der Universität Lausanne. In: Gratiae Fructus, Festschrift zu Ehren der Universität Lausanne – 100 Jahre deutscher Rechtsunterricht an der Universität Lausanne – 100 Jahre Korporation Germania Lausanne. S. 19–33. Donau-Druck, Regensburg 1997, ISBN 3-927529-46-X.
- Neumayer, Karl H. (Mitverfasser): Formation of Contracts – A Study of the Common Core of Legal Systems. 2 Bände, London 1968
- Zur positiven Funktion der kollisionsrechtlichen Vorbehaltsklausel (Ein Beitrag z. Geltung zwingender Rechtssätze u. überpositiver Grundnormen im internationalen Privatrecht), Tübingen 1963
- Herbert Krüger, Karl Heinz Neumayer, Hans Schneider: Baden-Württemberg oder Baden und Württemberg. Hamburger öffentlich-rechtliche Nebenstunden, Band 4, Hamburg 1960
- Rechtsgutachten erstattet im Auftrage des Herrn Bundesministers des Innern über die Frage "Wie ist verfassungsrechtlich die Lage zu beurteilen, die durch das Urteil des Bundesverfassungsgerichts vom 30. Mai 1956 und durch das Volksbegehren im Gebietsteil Baden des Bundeslandes Baden-Württemberg entstanden ist?", Hamburg 1960
- Die Neugliederung des Bundesgebiets und das Land Baden. Mohr, Tübingen 1955
- Die Kombination von Vermögenstrennung und Vermögensteilhabe im ehelichen Güterrecht : Ein rechtsvergleichender Beitr. zu d. Problemen familienrechtl. Gleichstellung von Mann u. Frau in Zeitschrift f. ausländisches u. internationales Privatrecht, Berlin 1954
- Die Interessen des Kindes im Ehescheidungsprozeß der Eltern, Dissertation, Heidelberg 1948